# Xenophon (Komödiendichter)
Xenophon (altgriechisch Ξενοφῶν Xenophōn) war ein Komödiendichter, der um 400 v. Chr. wirkte. Von seinen Werken ist nichts überliefert. Er wird von Diogenes Laertios (2,59) genannt. Zudem ist ein Sieg an den Lenäen inschriftlich bezeugt.